# メモル (人物)
メモル (ラテン語: Memor 262年ごろ没) は、ローマ帝国の人物。ガッリエヌスに対し反乱を起こした。

## 人物
メモルは北アフリカのローマ帝国の役人で、エジプトからローマへの食料供給に従事していた。マクリアヌス家の帝位請求反乱が失敗に終わったのち、ガッリエヌスは将軍アウレリウス・テオドトゥスをエジプトに派遣した。テオドトゥスは反乱を扇動していたルキウス・ムッシウス・アエミリアヌスを破り、また反乱の準備をしていたメモルも殺害した。